# 巴萊地區
巴萊地區（Bale Zone）是埃塞俄比亞奧羅米亞州的12個地區之一，面積63,917.46平方公里，西南面是南方各族州，西北面接壤阿爾西地區，東北面是謝貝利河，東臨索馬里州。根據埃塞俄比亞中央統計局2005年的資料，巴萊人口約1,727,306，其中男性854,584人，女性872,722人，13.5%居民住在市區，人口密度為每平方公里27.02人。